# Вулиця Мирослава Скорика
Людина, на честь якої названі ці об’єкти: Скорик Мирослав Михайлович
Вулиця Мирослава Скорика — назва вулиць у різних населених пунктах України.
- Вулиця Мирослава Скорика — вулиця в місті Буча
- Вулиця Мирослава Скорика — вулиця в місті Вінниця
- Вулиця Мирослава Скорика — вулиця в місті Звягель
- Вулиця Мирослава Скорика — вулиця в місті Ізмаїл
- Вулиця Мирослава Скорика — вулиця в місті Ірпінь
- Вулиця Мирослава Скорика — вулиця в місті Калинівка
- Вулиця Мирослава Скорика — вулиця в місті Ковель
- Вулиця Мирослава Скорика — вулиця в місті Костопіль
- Вулиця Мирослава Скорика — вулиця в місті Краматорськ
- Вулиця Мирослава Скорика — вулиця в місті Кривий Ріг
- Вулиця Мирослава Скорика — вулиця в місті Луцьк
- Вулиця Мирослава Скорика — вулиця в місті Львів
- Вулиця Мирослава Скорика — вулиця в місті Мукачево
- Вулиця Мирослава Скорика — вулиця в місті Суми
- Вулиця Мирослава Скорика — вулиця в місті Тульчин
- Вулиця Мирослава Скорика — вулиця в місті Ужгород
- Вулиця Мирослава Скорика — вулиця в місті Умань
- Вулиця Мирослава Скорика — вулиця в місті Фастів